# Власюк Віталій Віталійович
Віта́лій Віта́лійович Власю́к — сержант Збройних сил України, учасник російсько-української війни.

## Бойовий шлях
Сержант окремої танкової бригади, із підрозділом в зоні ведення боїв з середини літа 2014-го. Несли службу на блокпостах, проводили зачистку сіл від терористів. Зазнав численних осколкових поранень у бою за аеропорт «Луганськ» — підрозділ направили на підмогу оборонцям.
Колона долала водну перешкоду, потрапили під потужний обстріл бойовиків, атаку витримали. Прийнято рішення трохи відступити та обійти ворога. Власюк виконував обов'язки навідника гармати в екіпажі командира роти, на підступах до аеропорту вступили в запеклий бій, терористи зазнали значних втрат — розбито важку техніку, ліквідовано мінометні розрахунки та живу силу. Загинуло і двоє українських вояків, групі вдалося прорватися та прийти на допомогу десантникам. Терористи ще неодноразово того дня атакували позиції на аеродромі, увечері кілька разів обстрілювали з «Градів». Після достойної відсічі терористи відступити. Під час однієї з контратак Власюк потрапив у зону сильного вибуху, осколки зачепили груди, живіт, ноги.
Власюка та ще сімох вертольотом евакуювали до Харкова, звідти — до Чернігівського військового госпіталю, зробили кілька операцій.

## Нагороди
За особисту мужність і героїзм, виявлені у захисті державного суверенітету та територіальної цілісності України, вірність військовій присязі під час російсько-української війни нагороджений
- орденом «За мужність» III ступеня (4.12.2014)